# Martina Schölzhorn
Martina Schölzhorn (* 8. Oktober 1983 in Sterzing, Italien) ist eine deutsch-italienische Schauspielerin und Sprecherin.

## Werdegang
Martina Schölzhorn wuchs im Ridnauntal (Südtirol) auf und absolvierte im Jahre 2001 in Brixen die LBA (Lehrerbildungsanstalt). Sie arbeitete vorerst als Grundschullehrerin in Bozen an der Pestalozzischule und unterrichtete dort Mathematik und Sport. Später zog sie nach München und besuchte 2003 die staatlich anerkannte Schauspielschule ISSA. 2007 ging sie nach Los Angeles und nahm dort an dem „Professional Actor´s Program“ im TVI Studio teil.
Seit 2007 steht sie für Fernseh- und Kinoproduktionen sowie auch für Werbefilme (Falke, BMW, Erdinger Weißbier, Webasto) vor der Kamera. Sie wirkte u. a. 2009 in dem Spielfilm „Desperados on the Block“ unter der Regie von Tomasz Emil Rudzik mit. 2015 übernahm sie für 30 Folgen die Rolle der Alina Steffen in der TV-Serie „Sturm der Liebe“. Es folgte 2016 das Flüchtlingsdrama „Geschwister “ unter Regie von Markus Mörth, wo sie die Rolle der Verfahrensleiterin spielte. 2017 stand sie neben Cosmina Stratan für den Kinofilm „An uncertain border“ unter der Regie von Isabella Sandri vor der Kamera. 2018 arbeitete sie für die Filmserie „Rivalen und Rebellen“.
Zudem trat sie 2018 mit ihrem eigenen Programm, „Wort und Klang“, das aus ihren selbstgeschriebenen Gedichten besteht, unter Begleitung des Organisten Friedemann Winklhofer, in der St. Ludwigs Kirche auf.
Seit 2015 ist sie auch als Sprecherin für Synchron, Voice Over, Werbe- und Radiospots tätig.

## Filmographie (Auswahl)
- 2005–2019: Aktenzeichen XY... ungelöst (Fernsehserie)
- 2007: Rundweltmädchen gesucht! (Kurzfilm)
- 2007: Kadaver
- 2008: Tortura, Regie Marcel Walz
- 2008: Infekt
- 2008: Spider`s Kiss, Regie: Sascha Haas
- 2009: Der Zauberregen, Regie: Klaus Knoesel (Kurzfilm)
- 2009: Desperados on the Block, Regie: Tomasz Emil Rudzik
- 2010: Ethos Habseligkeiten, Regie: Martin Thiemar (Kurzfilm)
- 2011: Sturm der Liebe
- 2013: Alles ist gut, Regie: Julia Walter (Kurzfilm)
- 2013: Die Perversion des Lebens, Regie: Oscar Lauterbach (Kurzfilm)
- 2014: Der Gaukler, Regie: Luisa Schnicker (Kurzfilm)
- 2015: Sturm der Liebe, Regie: diverse (Fernsehserie, 27 Folgen)
- 2016: Angriff der Lederhosenzombies, Regie: Dominik Hartl
- 2016: Geschwister, Regie: Markus Mörth
- 2016–2017: Crimetube Südtirol, Regie: Lisa Maria Kerschbaumer (Fernsehserie, 5 Folgen)
- 2018: Rivalen und Rebellen, Regie: Oliver Sommer (Fernsehserie)
- 2018: Hätte.Sollte.Könnte, Regie: Julia Pfeiffer (Kurzfilm)
- 2019: Nicht dein Mädchen (Un confine incerto) Regie: Isabella Sandri
- 2021: Herzogpark, Regie: Jochen Alexander Freydank

## Synchronrollen (Auswahl)
- 2015: Große Oper für kleine Leute "Aida" als Amneris
- 2015: Barbara Beall in "The Man in the High Castle" als Bills Frau
- 2016: The Player als Dispatch
- 2017: Ophelia Kolb in Call my Agent als Colette Brancillion
- 2017: Sara Tomko in The Son als Lena
- 2017: Insidious als Glatzenfrau
- 2017: Jane the Virgin als Regina
- 2018: Juliana Canfield in Succession als Jess
- 2018: Louisa Pili in 15:17 to Paris als Rezeptionistin
- 2018: Deja Dee in Good Girls als Chatty Mom Friend
- 2018: Honigcreme als Sezen
- 2018: The Killer Inside als Safia Ouzali
- 2019: Silvia Busuioc in Bella Germania als Giulietta Marconi